# جوليان سيمون (دراج)
جوليان سيمون (بالفرنسية: Julien Simon)‏ مواليد 4 أكتوبر 1985 في رين، هو دراج فرنسي في صنف سباق الدراجات على الطريق.

## سباقات أو مراحل فاز بها
| التاريخ        | السباق                                   | المركز                  |
| -------------- | ---------------------------------------- | ----------------------- |
| 06 يوليو 2008  | طواف دوبس 2008                           | التاسع في التصنيف العام |
| 14 أبريل 2009  | باريس-كاممبير 2009                       | السابع في التصنيف العام |
| 01 يناير 2010  | سباق حلبة دي لا سارث 2010                |                         |
| 02 أبريل 2010  | روت أديلي 2010                           | الخامس في التصنيف العام |
| 28 يوليو 2010  | طواف الوني 2010                          | الرابع في التصنيف العام |
| 25 يوليو 2011  | برويبا فيلافرانسا دي أورديزيا 2011       | الفائز في التصنيف العام |
| 31 يوليو 2011  | بولينورماند 2011                         | السابع في التصنيف العام |
| 28 أغسطس 2011  | جي بي واست-فرنسا 2011                    | التاسع في التصنيف العام |
| 14 سبتمبر 2011 | جي بي دي والوني 2011                     |                         |
| 06 أكتوبر 2011 | باريس بورج 2011                          | الخامس في التصنيف العام |
| 01 يناير 2012  | كأس فرنسا لركوب الدراجات على الطريق 2012 | الثاني في تصنيف النقاط  |
| 19 فبراير 2012 | طواف هوت فار 2012                        |                         |
| 14 أبريل 2012  | طواف فينيستير 2012                       | الفائز في التصنيف العام |
| 26 مايو 2012   | جراند بريكس دو بلومليك-موربيهان 2012     | الفائز في التصنيف العام |
| 12 سبتمبر 2012 | جي بي دي والوني 2012                     | الفائز في التصنيف العام |
| 25 مايو 2013   | جراند بريكس دو بلومليك-موربيهان 2013     |                         |
| 01 يناير 2014  | كأس فرنسا لركوب الدراجات على الطريق 2014 | الفائز في التصنيف العام |
| 04 أبريل 2014  | روت أديلي 2014                           |                         |
| 11 أبريل 2014  | سباق حلبة دي لا سارث 2014                |                         |
| 31 مايو 2014   | جراند بريكس دو بلومليك-موربيهان 2014     | الفائز في التصنيف العام |
| 30 مايو 2015   | جراند بريكس دو بلومليك-موربيهان 2015     |                         |
| 27 فبراير 2016 | كلاسيك سود أرديتشي 2016                  |                         |
| 09 سبتمبر 2018 | طواف دوبس 2018                           | الفائز في التصنيف العام |
| 20 أبريل 2019  | طواف فينيستير 2019                       | الفائز في التصنيف العام |
| 14 مايو 2022   | جراند بريكس دو موربيهان 2022             | الفائز في التصنيف العام |
| 21 مايو 2022   | طواف فينيستير 2022                       | الفائز في التصنيف العام |
| 02 أكتوبر 2022 | كأس فرنسا لركوب الدراجات على الطريق 2022 | الفائز في التصنيف العام |

## روابط خارجية
- جوليان سيمون على موقع الاتحاد الدولي للدراجات (الإنجليزية)
- جوليان سيمون على موقع أرشيف الدراجات (الإنجليزية)
- جوليان سيمون على موقع إحصائيات الدراجات الإحترافية (الإنجليزية)
- جوليان سيمون على موقع نسبة الدراجات (الإنجليزية)
- جوليان سيمون على موقع CycleBase (الإنجليزية)